# Готы-трапезиты
Готы-трапезиты или готы-тетракситы - отдельная группа крымских готов, упоминаются только византийским писателем VI века Прокопием Кесарийским. 
Тождество этих двух названий установлено А. А. Васильевым на основании того, что в ряде рукописей вместо «тетракситы» (τετραξιται) употреблено название «трапезиты» (τραπεξιται), причём написание «трапезиты» встречаются в гораздо большем количестве рукописей. Наиболее распространенным мнением об этимологии названия «тетракситы» является то, что в основе этого слова лежит греческое числительное «четыре».
Происхождение названия «трапезиты» обычно связывают с упомянутой Страбоном горой Трапезунт, которую отождествляют с Чатыр-дагом, или с малоазийским городом Трапезунт на юго-восточном берегу Чёрного моря в связи с готскими нашествиями III века.
О том, что у готов-тетракситов (трапезитов) был епископ, а следовательно — епархия, хорошо известно из сообщения Прокопия. На первом Вселенском соборе в Никее в 325 года присутствовали и оставили свои подписи несколько епископов из Крыма: Филипп Херсонский, митрополит Готии Феофил и Кадм Боспорский. Таким образом, указанная Готия могла находиться где-то около Боспора, в Восточном Крыму, а саму Готию можно связать с готами-трапезитами. Вероятно, именно здесь, в Восточном Крыму или на Тамани мог существовать какой-то населенный пункт под названием Трапезунт.
Немецкий филолог Рихард Лёве (1863 - 1931) считал эту группу готов герулами.
Свидетельства письменных источников совпадают и с некоторыми результатами археологических раскопок.   